# フラタニティとソロリティ
フラタニティ（英: fraternity）と、ソロリティ（英: sorority）は、それぞれラテン語の「兄弟」及び「姉妹」を表す「frater」と「soror」に由来する言葉であり、ライオンズクラブ、イプシロン・シグマ・アルファ、国際ロータリー、東方聖堂騎士団やフリーメイソン付随の組織であるシュライナーなど、多くの社交団体や慈善団体をさす場合に使われる単語である。
しかし、アメリカ合衆国やカナダなど北米において、フラタニティとソロリティは大学・大学院など高等教育の男子寮、女子寮あるいは学生のための社交団体を表す用語として最もよく知られている。日本語では男子・女子社交クラブ、男子・女子学生友愛クラブなどと訳されることがある。

## 用語
口語で「フラット」と短縮される「フラタニティ」という言葉は、一般に全て男性あるいは性別を問わないクラブを指す。それに対し女性のみで構成されるクラブを「ソロリティ」と呼び、1874年に初めて使用された。ソロリティという新語はガンマ・ファイ・ベータ(en)を指すために造られたにもかかわらず、1851年に女子大学であるウェスレイヤン大学(en)で設けられた秘密修道女会のアルファ・デルタ・パイ(en)が、実際にソロリティのモデルとなった最初のクラブである。その結果、このソロリティという言葉が造られるまでに全て女性のみで構成される複数の「フラタニティ」が存在した。1867年に結成されたパイ・ベータ・ファイ(en)、1870年結成のカッパ・アルファ・シータ(en)とカッパ・カッパ・ガンマ(en)、1872年結成のアルファ・ファイ(en)などはその例である。また、特に北アメリカ以外のフラタニティとソロリティは、ステューデント・コーポレーション、アカデミック・コーポレーション、または単にコーポレーションなどと称される。
アカシア、パン・ソフィック、ファームハウス、トライアングルなどごく少数の例外を除き、北アメリカにおける各フラタニティとソロリティの名称は、一般的には1文字から3文字のギリシア文字から成り立つ。このため、フラタニティとソロリティはまとめて「グリーク・システム」として知られ、クラブのメンバーは「グリークス」と呼ばれる。こうしたギリシア文字の使用は、名称を隠すためにギリシア文字を使った最初のクラブであるファイ・ベータ・カッパが使用し始めた。
北アメリカ以外では、こうした大学のフラタニティのようなクラブは稀である。しかし、フラタニティのような積極的に活動する団体を結成している国々にはオランダ、フランデレン（ベルギー）、ドイツなどが挙げられるほか、フィリピンもフラタニティやソロリティのシステムを大きく取り入れている国の一つである。

## フラタニティの目的と種類
フラタニティ、ソロリティには様々な種類があり、社交、奉仕、職業、名誉上のものがある。これらの中で最もよく認識される形態は社交フラタニティである。この社交フラタニティの多くは元来、地域奉仕活動や健全な学習、リーダーシップ性といった行動理念への献身に基づき作られたものである。しかし、クラブの生活で度を越えるアルコールの常用があるなどとするステレオタイプが進展していることに応え、今日一部のフラタニティでは酒類を禁じている。
数多くのフラタニティやソロリティは個々の学校に支部を置く全国組織である。組織は会員、住まい、品行を注視する特定のしきたりや方針を標準化するため、各々の支部にある必要条件を課すことがよくある。こうした方針は一般的には全国大会で改正される法令や規則に成文化される。
全国組織のフラタニティ及びソロリティの会員は同じ組織の他の支部を訪れた際に一定の権限を享受することが許される。他のクラブは「地方」組織とされ、全国組織のフラタニティには属さない。地方フラタニティ、ソロリティは彼ら独自のきまりや内規を設けることが可能であり、全国組織のクラブへの経済的寄与は必要ない。しかし、地方クラブは宿泊棟の購入や改修工事へのローン組みなど、全国組織のクラブが通例行う公益業務には権利を持たない。

## 構成・組織

### しきたりと秘密厳守
ほとんどのフラタニティは、非常に象徴的で秘密が厳守されたしきたりのシステムを事実上続けている。ソロリティとフラタニティ双方のしきたりに見られる幾つかの暗号や身振りは共通の系統を持つという指摘があるが、多くはフリーメイソンの儀式から派生したものとされる。他のフラタニティの秘密にはパスワード、唄、握手の仕方、機関誌や入会の儀式などが含まれる。当初は活動的なメンバーであってもお互いに会うことは控えることとされ、全体としても支部の正式な承認がなければ会員どうしの接触も検討されなかった。しかし、1834年創立のデルタ・ユプシロンと1914年創立のアルファ・カッパ・ラムダの二つのように、「秘密ではない」団体として設立されたものある。
フラタニティ及びソロリティが名づけたギリシア文字から成る「通称」には「秘密の意味」があり、各クラブの創始メンバーのみがその意味を知っている。全国クラブから離脱したクラブには、選んだギリシア文字が以前の名称から関連して派生したものもよくある。例えば、ファイ・タウは以前ファイ・シグマ・カッパのタウ支部であり、したがって同クラブはその名称になんら特別な秘密の意味も残していない。

### フラタニティ／ソロリティ宿舎

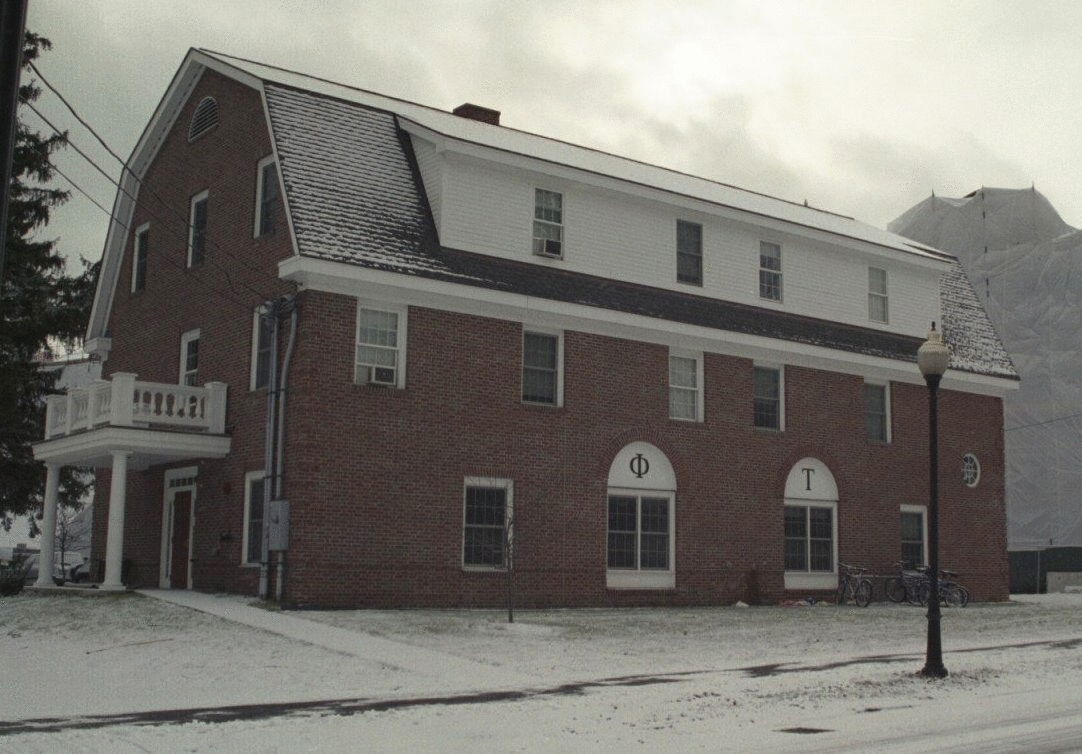
ダートマス大学のファイ・タウ宿舎。外窓の上にギリシア文字のファイとタウが見える。クラブ名が宿舎を直接指していることがよくある。

他の多くの大学生組織の中では大変珍しいが、社交フラタニティ／ソロリティのメンバーの多くは広い住居や複合アパートで一緒に暮らしている。これは二つの目的に役立つ為である。まず、メンバー同士を「兄弟」・「姉妹」と呼び合ってお互いの硬い結束を強調するためである。さらに、住居はクラブのイベントや運営の中心的な場所として適っていることが挙げられる。このような住宅を伴う境遇から、各々の学校にある各クラブ自体が「宿舎」として認識される。職業・学問及び名誉クラブは稀に半永久的に住居を購入して所有し続け、中には彼らの大元の全国組織からそうした行為を禁止されるクラブすらある。カイ・サイはメンバーからは集会所とも呼ばれる住居を所有した最初のフラタニティであり、現在も建物はミシガン州アナーバーに位置している。また、ファイ・デルタ・シータは支部宿舎を持った最初のフラタニティである。
フラタニティ／ソロリティ宿舎は通常建物の前面にクラブのギリシア文字を掲げ、自身の団体を宣伝する。宿舎の大きさにもよるが、家屋内には3〜40部屋またはそれ以上の寝室があるとされる。大きな宿舎は大抵広い会議室や食堂、シェフのいる商業用キッチンや自習室が設けられている。また通常、完全に創始メンバーのみが入室を許されている部屋へ繋がる、ラウンジ及びそのような場所がある。フラタニティとソロリティはよくこうした秘密の別室を所有しており、創始者のみが立ち入ることを許され、またそうした人物の存在は秘密とされ続けていることがよくある。住居内部の壁は過去に行われた支部のイベントの写真、獲得した賞やトロフィー、装飾用または歴史的な櫂など、過去のメンバーの写真を貼り付けて作った合成写真などで飾り付けられている。
多くの大規模な大学ではこうしたクラブにとって、その広さを満喫するための巨大なヴィクトリア朝様式の邸宅寮をキャンパスに構えることが伝統になっている。最近では、一部の大学の理事会がこうした豪勢な邸宅寮を差し押さえまたは買い上げて学問的用途へ転向させるか、もしくは取り壊して駐車場を追加することも視野に入れている。これにより、邸宅は特別な目的のための利用ができなくなってしまうが、大学側はキャンパス内での飲酒を抑制する一つの対抗措置であるとしてこうした行為を正当化している。
費用、責任、安定性の観点から、住宅は通常同窓会やそのフラタニティ及びソロリティの全国組織から監督されている。結果としてそれは、メンバーに異性同士で「階上へ」行く事や個々の寝室への入室を禁じることになっている。しかし、こうしたクラブ宿舎の多くは、来客のために来賓用寝室を用意している。他の宿舎では夜間外出禁止事項や門戸開放時間に方針を課していることも多い。さらに、一部の全国組織はいつ何時においてもアルコールの使用を完全に規制及び禁止している場合もある。

### フラタニティ／ソロリティへの加入
フラタニティとソロリティへの加入手順は一般に入会の「プレッジ（誓約）」と「ラッシュ（勧誘）」という二つの期間によく代表される。「ラッシュ」という言葉は、大部分は住居を探すためであるが、大学が始まると急いでフラタニティに加入しようと必死になる生徒の歴史的な慣例から来ているものである。
新メンバーの募集は形式的・非形式的を問わず行われる。慣習的な「形式的募集」の方法は「ラッシュ」及び「ラッシュ・ウィーク」という一定の期間がよく知られている。フラタニティとソロリティは新入生（「ラッシーズ」や「ポテンシャル・ニューメンバー」などと呼ばれる）を呼んで自身のクラブ宿舎で行われるイベント（またはキャンパス内のどこか）へ招き、クラブの現行のメンバーと会わせる。こうした儀礼的なラッシュ・ウィークでは、公正さを守るために各宿舎を訪れることのできる時間を設定するなどして、入会させることを検討している生徒との接触にある一定の制限を置いていることがある。「非形式的な募集」の方法はその名が示す通り、あまり堅い手順が組まれていない。新メンバーは各フラタニティのメンバーへ紹介され、友人との活動や日々の品行を教えられる。多くの大学では前者の形式的な勧誘期間を採用し、期間が終了しても後者の非形式的な募集方法を許可している場合がよくある。これらとは違って「延滞募集」なる募集方法もあり、こちらは団体へ加入する以前に最低でも一学期間の大学経験がなければ加入が認められないシステムである。
学校の必要条件によって、生徒は最低成績基準や最低取得単位数など、勧誘を行うために特定の学問的資格を満たす必要がある。一部の学校では、クラブのメンバー全員の累積平均成績があまりに低い場合に、新メンバーの勧誘を一年間禁止されることもある。勧誘期間の終わりには、フラタニティやソロリティへ入会の「誓約を交わさせる」ため選ばれた新メンバーをクラブ宿舎に招く。この招待が受け入れられれば、学生は晴れてクラブの正式メンバーとして入会が認められるまで僅かな権限が与えられる期間でもある、「入会誓約者」として認められる。学生は一度に一つのフラタニティ及びソロリティへのみ入会の誓約をしてよいとされ、多くの学生は既に他の団体への入会が認められている場合、二つ目の団体へ誓約をしてはならないことで意見が一致してはいるものの、そうした行為は不可能ではない。大抵この制限は社交的フラタニティ／ソロリティにのみ当てはまり、他のクラブや後で職業、奉仕、名誉上のフラタニティ／ソロリティのメンバーへ加入することを禁止してはいない。
誓約者への必要条件は各クラブ宿舎によって異なり、幾つかの宿舎ではこの誓約のシステムそのものを完全に取り払っている。しかし、共通の条件として通常含まれるのは、誓約者または新メンバーピンバッヂの着用、そのクラブの歴史と組織の学習、社会奉仕活動への参加、現行のメンバーに敬意を示す態度を保つ、などである。現在では珍しくなったが、数あるクラブの中にはいまだに新メンバーへの洗礼と称してある種の「新入生しごき」のしきたりをいまだに続けているところもある。こうした行為は大学の内規及び多くの州法で全国的に禁じられている。さらに全てのフラタニティは団体の規律でこうした慣習を事実上禁じている。全ての必要条件を完了させるという点から、現行のメンバーはこの誓約者期間を新メンバーへの入会を認め、また正式なメンバー加入への手段として取り入れている。そのため、新しく入会が認められたメンバーは、支部の規範に恥じない行動をするよう求められる。またクラブその他について学ぶことを新メンバーに許可する、秘密の式典や神聖な儀式などが入会式には含まれている。
入会誓約は、クラブの一員として活動するまでの過程で、そのクラブと誓約者が正しい選択をしたかを確かめる一つの修練期間を設ける役割を果たす。ほぼ全ての場合、入会誓約が認められた後は、メンバーは任期が切れるまでその団体の一員となる。クラブや他のメンバーに多大なる専心を示す誓約者達は正式に入会が認められる一方で、殆ど努力が見られず意見の不一致や他メンバーとの衝突がある者は入会の棄却を命じられる。一部のクラブ宿舎では安定したメンバーのレベルを保つためまたはその方針から、正式メンバーになるためのプログラムを完了した者のみをクラブへ招き入れることがある。
誓約者期間には、新加入する誓約者が「誓約者名」としてニックネームを与えられ、アメリカの大学のクラブではそれが伝統になっている。この名前は、新加入生の誓約者期間直前に、多くはクラブの正式メンバーより選出される。この名前はよくその誓約者の特徴やどういった興味を持っているかを反映したものが多く、度々誓約者を傷つけるものになることがあるが、常にそうであるわけでも無い。例を挙げれば、野球をする学生は「スラッガー」などと名づけられたり、頭髪を剃っている学生は毛髪の無い男性キャラクターでお馴染みの洗剤にちなんで、「ミスター・クリーン」などとニックネームをつけられる。このニックネームがオリエンテーション期間でもある誓約者期間を通して、本当にその学生を連想させるものかという程度は支部によって異なる。クラブ宿舎の中には誓約者名が必ずその学生と結びつくもので無ければならないと主張するものもあるが、他はただのニックネームとしてのみ扱い、時に正式メンバーからその名前を忘れ去られて、期間中に本名で呼ばれたままになる場合も多くある。
誓約者名には特定の系列を原点とするなど、誓約者名の選定が既に確立しているある種の題材や必然的な継続性を意味していることがある。こうした系統の名前はどんなものでもよく、数年前にさかのぼった例としては、メンバー全員がコメディ映画「アニマル・ハウス」のキャラクターにちなんで名づけられるなどがある。
1990年中ごろから後半にかけて、こうした「ラッシュ」や「プレッジ」という言葉は概して「リクルートメント」や「ニュー・メンバー」とそれぞれ置き換えられ始めた。しかしフラタニティやソロリティの世界ではこの用語への移行が遅く、古くから使われてきた言葉の使用がクラブの間では極めて普通である。一部の学校や省庁では新しい用語を使用する場合がある。

### ブラック・フラタニティ／ソロリティへの加入
クラブには黒人系生徒を筆頭とする9つのブラック・フラタニティまたはソロリティ（ナショナル・パン・ヘレニック・カウンシル、NPHC）が存在し、こうしたクラブに入会したいと切望する学生は誓約の期間中、入会を希望していることを隠さなければならない。そのことが明るみに出た場合は、クラブの入会を拒否されてしまう。
このブラック・フラタニティ／ソロリティの新メンバーは主に「プロベイト」と呼ばれる暴露ショーを行って明らかにされ、この間は全員マスクをしなければならない。プロベイトショーの終わりに、新メンバーはマスクを取ることを許され、特定のクラブのメンバーであることを口頭で明かすのである。

### ヘイジング問題
フラタニティには、新しく加入するクラブの学生に入会の通過儀礼と称してヘイジングと呼ばれる「しごき」が存在した事実があり、儀礼的いやがらせ、酷使、危害を加えるなどが行われた。このような行為を行うにあたって、新入生である誓約者はたいてい無意味で身体的にも精神的にも辛く辱められるような行為を耐え抜くことが要求される。近年徐々に発展したヘイジングに見られる多くの活動は正当なチーム構築の一つの手法として始まったものであり、いくつかの行為は未だにアメリカ軍でも実践されている。しかし彼ら軍において新入生への洗礼を行う本質は、達成できない事柄をその個人に真摯に受け止めさせ、チームの価値ある財産となり成就への忠義を誓わせるところにある。このチーム育成の哲学は、一連の各戦争が軍入隊前の学生達を活性化していた時代に、フラタニティで繰り返し利用された。
しかしフラタニティがいじめを連想させるようになったため1800年中頃、ベイツ大学などの諸学校ではフラタニティの結成を禁じた。南北戦争後にはバージニア州軍事研修所で行われていたヘイジングに反対して、アルファ・タウ・オメガが設立したシグマ・ニューというフラタニティもあった。第一次世界大戦後、新入生しごき行為は広範囲に及び、戦争から帰還した兵士達は再び大学へ入学して、新兵訓練基地で学んだ折檻や手法を持ち込んだ。しかし、1960年代から1980年代にかけ、殆どのクラブ（特に卒業生によって全国レベルまで管理が進んでいたもの）は完全なヘイジング禁止の方針を固めた。また新入生しごき行為は多くの大学のクラブ学生規約にも反し、アメリカ合衆国のほぼ全ての州では現在も違法とされている。北アメリカフラタニティ相互委員会（前ナショナル・フラタニティ相互委員会）もそれら多くの大学と同じく、クラブメンバーによる反新入生しごきの徹底を命じた。

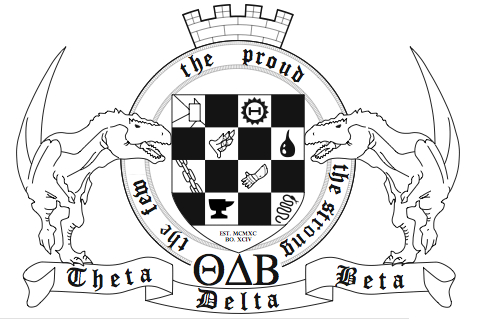
シンボルの一例。画像は1990年カリフォルニア大学で創立されたシータ・デルタ・ベータのもの。

こうした経緯より1990年代以来、全国組織からの承諾及びクラブの洗礼儀式の指針の範囲外で、各支部でのヘイジングは行われていない。もしそうした行為が見つかれば、支部設立許可の取り消しや全国組織からメンバーを除籍されるなどの結果に終わるのが通常である。しかし、特にアメリカ南部にあるように大きなフラタニティでは、こうしたしごき行為は依然として重要な役目を担っている。

### シンボル
フラタニティとソロリティはどの団体かわかるように、色や花など多数のシンボルを有することがよくある。また「オープン・モットー」はクラブの公式なモットーであり、そのクラブの独自の理想や基準を表現している。またお互い異なった支部を区別するためにギリシア文字も使用される。

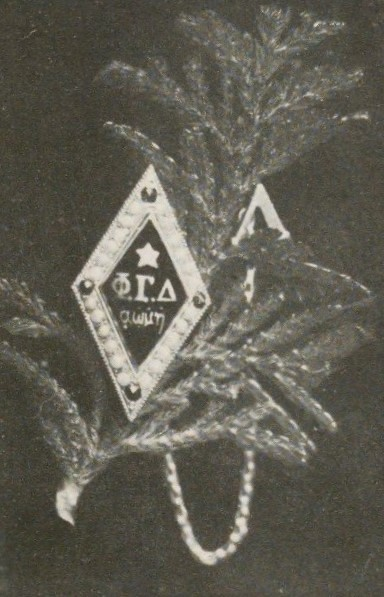
イェール大学のファイ・ガンマ・デルタ会のバッジ

## 歴史、発展
ヴァージニア州ウィリアムズバーグにあるウィリアム・アンド・メアリー大学で1776年12月5日に設立されたファイ・ベータ・カッパが、北アメリカでギリシア文字を使用した最初の学生の秘密結社クラブであると一般に知られている。伝説では、アメリカ合衆国第3代大統領トマス・ジェファーソンもその同窓生に数える、フラット・ハット・クラブとして名をはせた学生クラブから入会を拒まれた生徒により創設されたものとされている。FHCと短縮されるこのフラット・ハット・クラブは、ウィリアム・アンド・メアリー大学の6人の学生により、1750年11月11日に創設された。ファイ・ベータ・カッパはFHCを前身としており、こうして今日幾千ものキャンパスに設けられるギリシア文字を使ったフラタニティとソロリティの系譜において始祖となる栄誉を授かったのである。なお、日本人で最初にファイ・ベータ・カッパに選出されたのは1870年の日下部太郎（ラトガース大学）である。
ファイ・ベータ・カッパは当時の大学で統制されていた古典教育では扱うことの無い議題への討論の場として組織されたもので、その類型から「文学フラタニティ」と名称を与えられた。実際、多くの学生がギリシア語、ラテン語、ヘブライ語をよく知っているなど当時の教育がその名称の原因であり、ファイ、ベータ、カッパはそれぞれ難解なギリシア語の標語、Philosophia Biou Kubernetes（知識への愛、人生の道標）の頭文字である。その秘密性とギリシア文字の名称の選択に加え、後のギリシア文字を使用したクラブ団体を特徴付ける高度な理想、秘密の儀式や握手、メンバーバッヂ、誓いなどの規則を導入した。
最初の社交フラタニティは1824年にプリンストン大学で創立されたカイ・ファイであったが、団体の原型は翌年に活動的では無くなり、1850年代まで同クラブが再建されることは無かった。そのため最初に設立された社交フラタニティは、1825年11月26日にニューヨーク州スケネクタディにあるユニオン大学に設立された、カッパ・アルファであると一般に考えられている。既にこの時までに、文学フラタニティは人々の興味から外れていた。カッパ・アルファの創立者たちはファイ・ベータ・カッパの多くの習慣を採用したが、仲間意識を基礎とし、友情の発展を主な目的としてクラブを形成した。その後1827年3月にシグマ・ファイが組織され、続いてデルタ・ファイが同年11月に設立された。これら3つの社交クラブは3同盟（ユニオン・トライアド）を構成している。
シグマ・ファイは1831年にハミルトン大学へ衛星支部を置いた際に、最初の「全国（ナショナル）」フラタニティとなった。1831年、ハミルトン大学の学生であったサミュエル・イールズが既に設立されていた「フェニックス」と「フィロプティアン」の二つの文学クラブから選りすぐりのメンバーを選び出し、翌年アルファ・デルタ・ファイを結成した。支部はすぐに他の大学にも開かれ、結果多くのライバル団体を生み出した。1839年にオハイオ州オックスフォードのマイアミ大学で設立されたベータ・シータ・パイは、アルファ・デルタ・パイの西支部設置認可に応じたものである。しかし以前からあった他のクラブと違ってベータ・シータ・パイは支部の拡大を主な基本理念の一つとした。このためマイアミ大学に同じく設立されたファイ・デルタ・シータ（1848年創立）やシグマ・カイ（1855年創立）はベータ・シータ・パイの新支部設立を焦点に置く手法を見習った。これら3つのクラブはマイアミ3同盟（マイアミ・トライアド）を構成した。1870年にはカリフォルニア大学バークレー校にも支部を置き、同クラブは最初の両海岸にあるフラタニティとなった。更に1879年にはカナダ・トロント大学にも支部を置いてカナダで結成された初のフラタニティとなった。クラブの成長は南北戦争で阻害されたにもかかわらず、体制は19世紀から20世紀にかけて驚くべき成長を経たのである。南北戦争後に設立された全てのクラブはこのマイアミ・トライアドの構成を引き継いでいる。
アルファ・パイ・アルファは一般に、1906年ニューヨーク州イサカにあるコーネル大学にアフリカ系の祖先を持つ男子学生のための支部を置いた最初の大学間のフラタニティと知られる。他に、ファイ・イオタ・アルファは1931年に、同じくニューヨーク州のトロイにあるレンスラー工科大学にてラテン系の祖先を持つ男子学生のための支部を開いた最初の大学間フラタニティであると認められている。
女子学生の団体も同時に組織されていた。ジョージア州メーコンのウェスレイヤン大学で1851年に設立されたアデルフィアン女子クラブは大学の女子学生のために設けられた最初の秘密結社クラブである。続いてフィロマシアン女子クラブ（ペンシルベニア大学にも同名の団体があるが無関係である）が1852年に同大学で創設され、I.C.ソロシスという団体もイリノイ州モンマスにあるモンマス大学で1867年に設立された。しかし、これらのクラブはかなり後になるまで名称にギリシア文字を使用せず（それぞれ後にアルファ・デルタ・パイ、ファイ・ミュー、パイ・ベータ・ファイとなる）、よって1870年1月創立のカッパ・アルファ・シータと同年10月創立のカッパ・カッパ・ガンマがギリシア文字を使用した最初の女子社交クラブである。「ソロリティ」という用語はこの時まだ使用されておらず、初期のクラブは「女子フラタニティ」や「女性のためのフラタニティ」などとして設立された。最初に「ソロリティ」という言葉が採用された国営クラブは、ニューヨーク州シラキューズにあるシラキューズ大学で1874年に設置されたガンマ・ファイ・ベータであった。更に1908年にワシントンD.C.のハワード大学で創設されたアルファ・カッパ・アルファは、黒人系女子学生のためのソロリティを組織した。
フラタニティは長い間アメリカ合衆国の教育システムと結びついているものと考えられ、これまでメンバーの多くはアメリカ社会における数々の分野で成功を収めている。顕著なものに、1844年にイェール大学で設立されたデルタ・カッパ・イプシロンの歴代のメンバーからは数多くの政財界の著名人が輩出されており、同クラブ出身のアメリカ合衆国大統領は実に6名を数える。
イリノイ大学は現在世界最大の社交クラブ学生数を誇る。同大学には全45のフラタニティと20のソロリティが存在し、およそ3万人いる学生のうち約2900人がソロリティのメンバーであり、約3100人がフラタニティのメンバーである。これらのクラブ宿舎は歴史遺産登録制度（National Register of Historic Places）へ出願中である。
アメリカ合衆国内では、当初高校におけるフラタニティまたはソロリティが大学のものと同じく人気があったが、20世紀が始まって十数年のうちに多くは結成が禁止され、今日では高校でのクラブがかなり珍しくなった。カリフォルニア州ロングビーチは、未だに市内ほとんどの高校が最低でも一つのフラタニティおよびソロリティを有する都市の一つである。これらは大学のクラブに相当するものとして形作られただけでなく、それぞれの支部は全国規模団体に連帯する大学間のクラブ支部として数えられた。

## 大衆文化でのクラブ描写
フラタニティとソロリティは世間一般の文化の中で肯定的にも否定的にも描かれてきている。たいていは喜劇で広範囲に渡って描写され、それが否定的なステレオタイプを蔓延させてきた。
喜劇でフラタニティの最も有名な描写は「アニマル・ハウス」で、ダートマス大学のアルファ・デルタ同窓生である出演のジョン・ベルーシと共著者のクリス・ミラー、そしてゼータ・ベータ・タウのセントルイス・ワシントン大学支部出身であるハロルド・ライミスが作品に携わっている。作品の中で主人公らが所属する落ちこぼれの集まる「デルタ・ハウス」は青春時代を自由に謳歌しているというように肯定的に描かれているにもかかわらず、フラタニティに懐疑的な人々からはよくクラブ内で酒盛りをしてバカ騒ぎをする危険性があると説明する際引き合いに出される。一方で、格式高くエリートが集まるとされるライバルの「オメガ・ハウス」には、ステレオタイプのイメージを受け神秘主義的秘儀のシーンがある。
コメディ映画「ナーズの復讐」シリーズでは、落ちこぼれの生徒たちが他のフラタニティから入会を馬鹿にされて拒絶された後、自分たちでフラタニティを作ってしまう（ラムダ・ラムダ・ラムダ）というこっけいな風采を描いている。また映画「ドラムライン」では、誉れ高きマーチングバンドのフラタニティ、カッパ・カッパ・サイの中で誓約者への洗礼儀式を描写したシーンがあったが、シーン内で描かれた儀式は正式のものではない。
人種差別問題を作品に織り込む映画監督スパイク・リーは、1988年の『スクールデイズ』の中で、黒人校を舞台に、白人的社会の象徴としてのフラタニティを登場させ、白人に同化しようとする学生と、黒人としてのアイデンティティに拘泥する学生間の対立を通して、同じ人種内に存在する人種差別を悲喜劇として描いた。
さらに最近では、映画「オールド・スクール」が異なった種類のフラタニティを描いている。俳優ルーク・ウィルソン、ヴィンス・ヴォーン、ウィル・フェレルの三人が30歳代の友人グループ役で出演し、大学時代を再び体験しようと大学外のフラタニティ宿舎へ引っ越して、大学生からブルーという名の80歳の老人までをメンバーとして募集し始めるストーリー。映画はヘイジングや飲酒、パーティ（映画では宿舎でスヌープ・ドッグのコンサートが行われた）、そして女の子に焦点を当て、大学フラタニティ生活を面白おかしく模倣している。
現実の世界では「フラタニティ・ライフ」と「ソロリティ・ライフ」の二つのMTVテレビ番組が、実際のクラブ学生の生活を明らかにする意図で放送された。両番組ともに長くは続かなかったものの、番組内ではフラタニティとソロリティの肯定的・否定的な描写が含まれ、各シリーズには視聴者から様々な反応が寄せられたが、放送が打ち切られるまで2シーズンしか続かなかった。全国・地方クラブの中には、支部が番組の出演者をどのように決めるかに注視した議論が行われたものもあった。
主にメンバーが同性で構成されるため、クラブ団体（特にフラタニティ）とそのメンバーは喜劇において時に同性愛者であると描かれることがある。皮肉にも、フラタニティとソロリティ内の同性愛者はその性向や態度が原因で、伝統的に差別を受けてきた。
SFドラマであるスタートレックでも、宇宙艦隊アカデミーのエリート集団として「レッドスクワッド」が存在する。
アニメーション映画『モンスターズ・ユニバーシティ』においても、エリート集団であるフラタニティを、主人公らが所属する落ちこぼれ集団のフラタニティが打倒するというパターンを踏襲している。

## フラタニティとソロリティの分類
フラタニティ／ソロリティ共に数多くのグループに分類され、どのクラブ団体も多数の分類へ分かれる。こうした分類分けには、以下のようなものが含まれる。
- 目的による分類 ― 社交（総合とも）、職業、名誉、奉仕
- 大きさによる分類 ― 地方または全国団体
- 宗教による分類 ― 一つの宗教に帰依
- 性別による分類 ― 男性のみ、女性のみ、男女共同
- 文化による分類 ― 一つの文化、人種を中心とする
- 多種文化による分類 ― 多数の文化、人種を中心とする
- 時代による分類 ― その団体がどの時代に創設されたかによるもの